# Charles Fechter
Charles Albert Fechter, né le 23 octobre 1824 à Belleville et mort le 5 aout 1879 à Quakertown, est un acteur français.

## Biographie
Fils de Marie Anglélique Aegis, Flamande d’origine piémontaise et de Jean Maria Guillaume Fechter, joaillier d’origine allemande, Fechter a suivi, âgé de 6 ans, ses parents en exil, à Londres, en 1830. Six ans plus tard, alors qu’il avait 12 ans, sa famille est retournée s’installer en France. Il a terminé son éducation à Boulogne-sur-Seine avant de commencer à travailler avec son père. Ses parents s’étant tous deux distingués dans la sculpture, il ambitionnait également à ses débuts, de poursuivre la carrière de ses parents, avant de découvrir par accident son talent en apparaissant dans quelques théâtres privés. En 1841, il intègre une compagnie qui se rendait en tournée en Italie. À la suite de l’échec de celle-ci, il est revenu à Paris où il s’est essayé au théâtre Molière dans le Mari de la veuve, essai qui lui a valu l’appui de Saint-Aulaire, qui l’a fait entrer au Conservatoire.
Tout en suivant les cours du Conservatoire, il a repris l’étude de la sculpture, qui devait rester son violon d’Ingres, et remporté la grande médaille de l’Académie des Beaux-Arts, vers la fin de 1844. À sa sortie, il débute, en mai 1845, au Théâtre-Français dans Un ménage parisien, puis dans les rôles de Séide dans le Mahomet de Voltaire et de Valère dans le Tartuffe. Après avoir passé dix-huit mois, à la Comédie-Française, à jouer des bouts de rôle, dans les représentations de Rachel, ne trouvant guère à s’occuper, il est retourné à son activité de sculpteur en 1846.
Invité à se produire, la même année, dans une société française à Berlin, il a réalisé son premier succès décisif en tant qu’acteur. C’est également à ce théâtre qu’il a connu l’actrice Éléonore Rabut, qu’il a épousée, à son retour à Paris, Le 29 novembre 1847. Après un court séjour au Vaudeville, où il paraissait pour la première fois, il est allé passer trois mois en représentation à Londres, ayant parlé anglais dès son enfance, avant de revenir à l’Ambigu-Comique créer, en 1848, la Famille Thureau. Il a ensuite joué Oscar XXVIII ou la Révolte de Crétinbach, aux Variétés, avant d’entrer au Théâtre-Historique, où il a débuté avec le rôle de Yacoub dans Charles VII chez ses grands vassaux. Il a créé successivement l’Argent, Catilina, les Mystères de Londres.
En 1849, âgé de 25 ans, il entame une liaison avec Virginie Déjazet, alors âgée de 52 ans,. Revenu à l’Ambigu, il y a rempli sept rôles importants dans : le Pardon de Bretagne, Mauvais cœur, les Trois Étages, Louis XVI, les Quatre Fils Aymon, la Jeunesse dorée, Notre-Dame de Paris, après quoi il repartit jouer, au Théâtre-Historique, deux autres ouvrages, où il a triomphé : Pauline et les Frères corses. En 1850, à la suite de brillantes propositions, il s’est engagé momentanément à la Porte-Saint-Martin, où il a joué le Lion et le Moucheron, Claudine, le Vol à la Duchesse, et le Diable.
Le Vaudeville, qui autrefois n’avait pas su le garder, ayant alors fait pour le reconquérir, la direction lui a offert 20 000 francs par an, chiffre considérable pour l’époque pour lui renouveler son engagement. Y ayant effectué sa rentrée dans le Coucher d’une étoile, Hortense de Cerny, il a créé avec beaucoup de succès, entre autres rôles, ceux de Louis et Fabien dans les Frères corses, de Phidias et de Raphaël dans les Filles de Marbre, en mai 1853, son principal triomphe étant sa création du rôle d’Armand Duval dans la Dame aux camélias, au Vaudeville, le 2 février 1852. Retourné à la Porte-Saint-Martin, il a ensuite joué dans le Fils de la Nuit et dans la Belle Gabrielle. Une chute qu’il a fait dans cette dernière pièce a failli lui couter la vie.
Après une nouvelle apparition au Vaudeville, il a occupé, de mars 1857 à la fin 1858, en qualité de directeur adjoint, avec Charles de La Rounat , de l’Odéon, où il a tenté de nouvelles interprétations très réalistes pour l’époque, des chefs-d’œuvre du répertoire classique, notamment dans le Tartuffe, après avoir vu les trouvailles pour la comédie moderne de Montigny au Gymnase, il ambitionnait d’appliquer cet esprit de recherches méticuleuses de l’accessoire et du décor aux comédies et aux tragédies du répertoire classique. Il avait monté Tartuffe avec un grand soin et une remarquable étude historique, meubles et tapisseries exactes du XVIIe siècle, une grande crédence ornée de cuivres, de plats, d’aiguières, de verreries Louis XIII et Louis XIV, une cheminée au grand foyer historié de sa plaque blasonnée, chenets ciselés, etc. Ensuite, il a repris le rôle de Georges dans l’Honneur et l’Argent, créant le marquis de Castel Gonthier du Rocher de Sisyphe, et Hugues de la Jeunesse. Néanmoins, ces pièces étaient la propriété exclusive de la Comédie-Française, qui lui a fait interdire de les produire à l’Odéon. Exaspéré, il a démissionné et décider de retourner tenter sa chance à Londres.

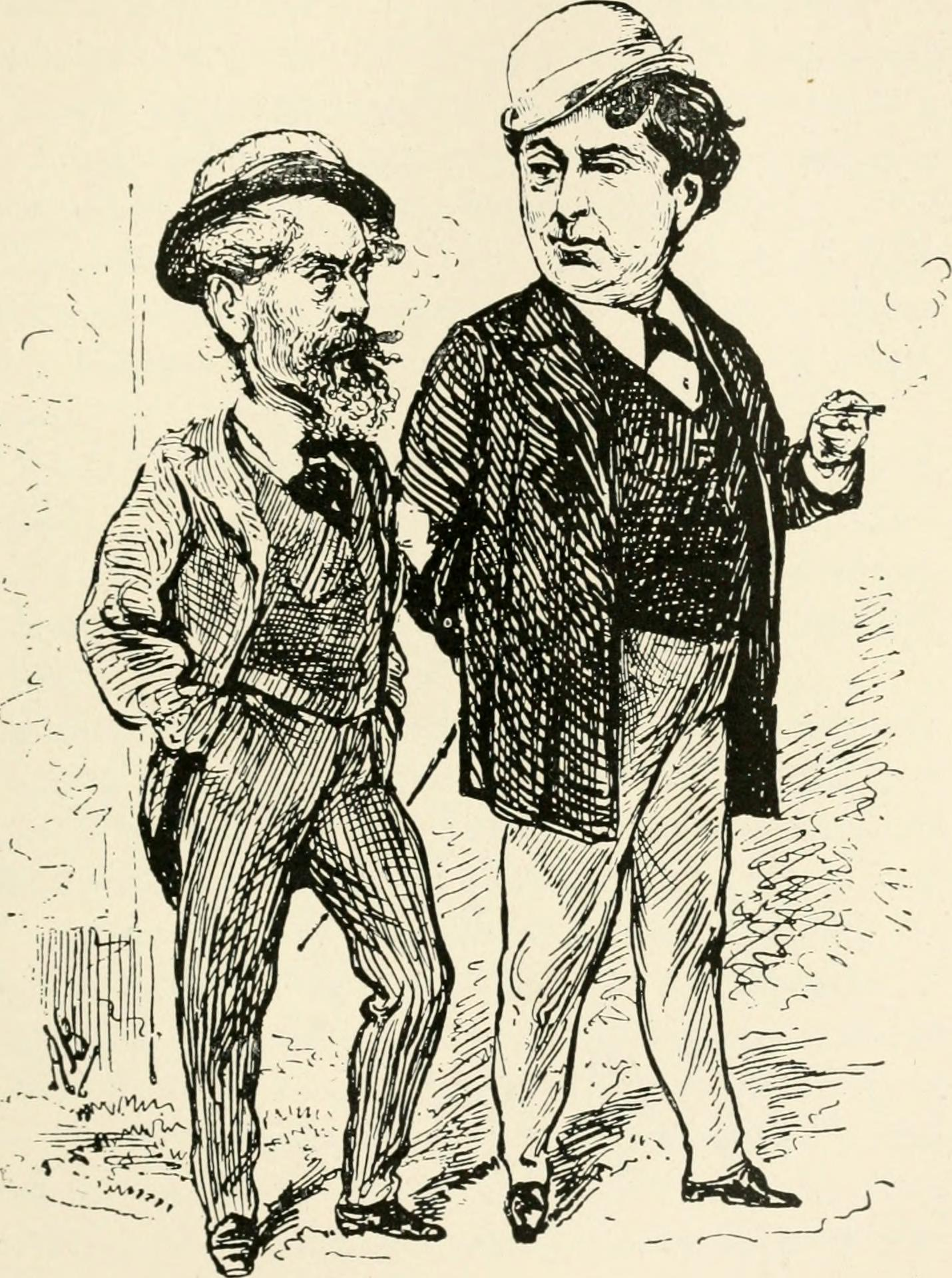
Charles Dickens and Charles Fechter.

Arrivé à Londres, il a d’abord été invité à se produire au Princess Theatre d’Oxford Street à Londres. Sa présence sur la scène anglaise, par ses apports hérités du théâtre français, a révolutionné le théâtre anglo-américain, sur lequel il a eu un impact considérable, tant sur le jeu d’acteur que sur la scène. Son jeu a imposé le réalisme romantique français sur la scène anglaise. Le 27 octobre 1860, il remporte un succès retentissant dans le rôle-titre de Ruy Blas en anglais, suivi des Frères corses et de Don César de Bazan. Personne, avant lui, en Angleterre n'avait porté autant d’attention à la construction et à l'équipement de la scène, au décor et aux costumes. L’influent critique de théâtre anglais du Daily Telegraph, Clement William Scott (en) a écrit, à son sujet, qu’

« en arrivant sur scène, [il] a ébranlé les traditions usées de la vieille école du théâtre, si excellente qu’elle ait pu être en son temps, elle était devenue moisie et pédante, parce qu’elle avait perdu la passion et le merveilleux qui emportent l’imagination du public, ajoutant que « Les gouts changent et nulle part aussi vite qu’au théâtre. Aujourd’hui le travail scénique d’auteurs et d’acteurs du temps de Fechter est considéré comme de pauvres vestiges d’un passé disparu, et quand on tente de renouer avec une pièce ancienne, le spectateur actuel s’émerveille de ce qui plaisait autrefois au théâtre, non dans la pièce mais dans la façon dont elle est jouée. Ni Goldsmith, ni Sheridan, ni Robertson ne sont jamais mauvais sauf lorsqu’ils sont mal interprétés : quand l’acteur échoue, c’est l’auteur qui est ridiculisé. »

Concernant son impact sur la scène, Scott a justement noté que « Fechter n’a pas laissé sa marque que sur le jeu d’acteur, il a également inauguré une révolution dans la scénographie,. » Dans son History of the English Stage, Henry Barton Baker (d) a écrit que 

« Fechter a inauguré une ère nouvelle dans l’art théâtral anglais qui a abouti au grand renouveau du XIXe siècle. Il a commencé par révolutionner la scène. Les vieilles routines, les chaussetrappes et les décors latéraux ont été abolis ; le revêtement de sol a été construit de manière à pouvoir être démonté comme un puzzle ; le paysage pouvait être physiquement élevé ou abaissé et toutes les manœuvres effectuées depuis la mezzanine en dessous ; au lieu d’être représentés par des tissus suspendus, ou les murs d’une pièce par des ailes ouvertes, les plafonds étaient construits en dur,. »

Quelques mois plus tard, le 20 mars 1861, il va plus loin et se produit dans Hamlet, portant une perruque blonde. Cette version « française ». La pièce connaissant 115 représentations. Incarnant ensuite le Maure dans Othello, il connait l’échec, mais renoue avec le succès dans le rôle de Iago. En 1863, il a loué le Lyceum Theatre, qu’il a ouvert avec The Duke’s Motto, suivi de The Duke’s Motto, suivi de The King’s Butterfly, The Mountebank (où a joué son fils Paul, âgé de sept ans), The Roadside Inn, The Master of Ravenswood, les Frères corses en version française originale, dans les rôles de Louis et de Fabian dei Franchi, et The Lady of Lyons.
Lorsque Charles Dickens a fait jouer l’Abîme au Vaudeville de la place de la Bourse, c’est Fechter en a fait la mise en scène cette pièce, qui a connu un grand succès. Fechter est ensuite retourné en Angleterre, apparaissant à l’Adelphi Theatre (1868) dans le rôle d’Obenreizer dans No Thoroughfare, de Charles Dickens et Wilkie Collins, d’Edmond Dantès dans le Comte de Monte-Cristo, et du comte de Leyrac dans Black and White, pièce dans laquelle il lui-même a collaboré avec Wilkie Collins.

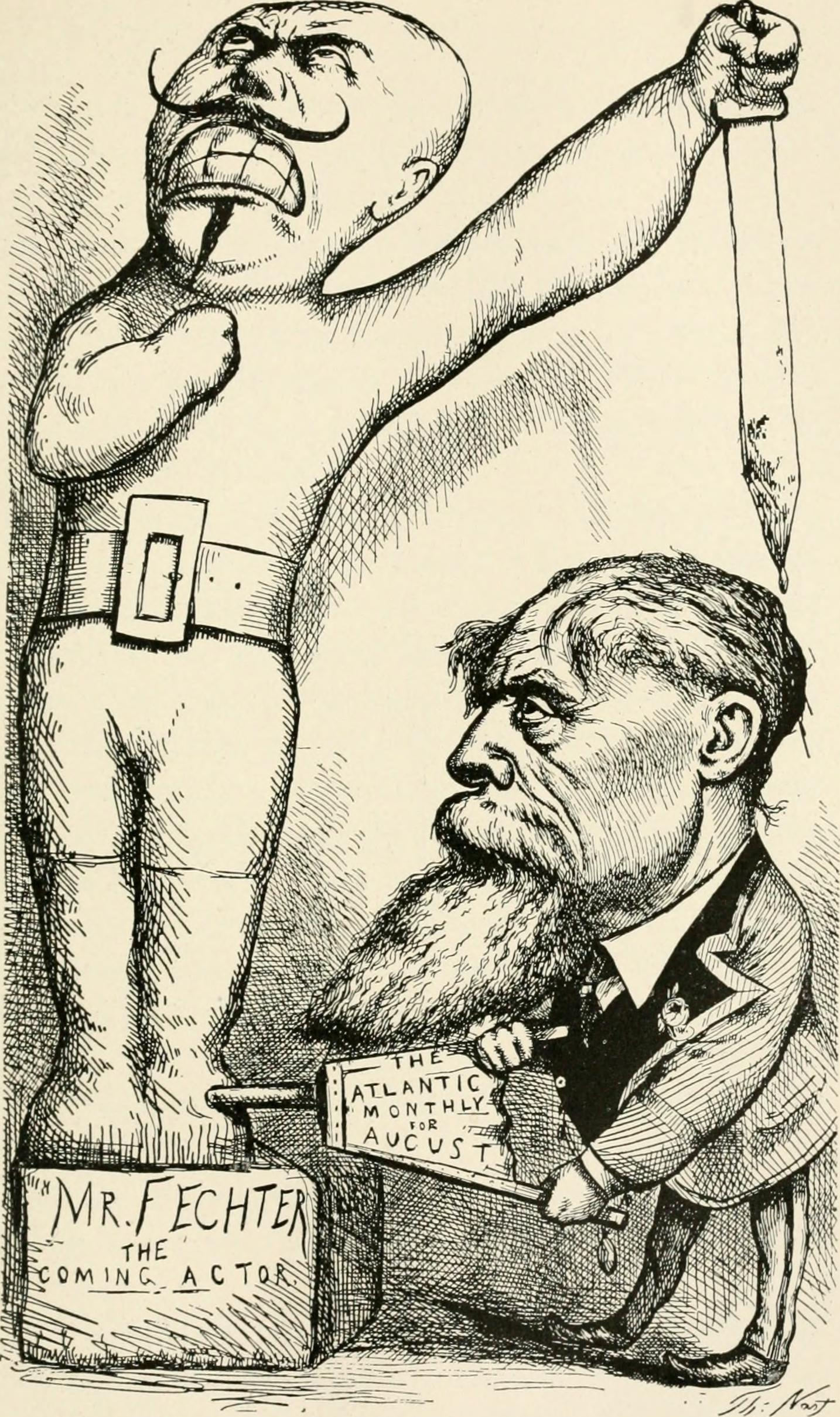
Caricature de Charles Fechter and Charles Dickens par Thomas Nast.

L’aventure du Lyceum Theatre n’ayant pas réussi, il en a vendu, en 1868, le matériel avant de prendre, sur les conseils de Charles Dickens de prendre, en 1870, le chemin de l’Amérique, où sa carrière a aussi bien démarré qu’en Angleterre. Sa première apparition à New York est au Niblo’s Garden dans le rôle-titre de Ruy Blas, en janvier 1870. Reçu avec enthousiasme à Boston, il est engagé comme directeur du Globe Theatre au 730 Broadway, en septembre 1870, expérience brève, que le tempérament impérieux de Fechter, aggravé par l’abus de boisson, l’entraine dans des querelles privées et des disputes dans la presse. Parti en janvier 1871, il fait ensuite les mêmes expériences, cette année-là, au vieux French Theatre.
Après son échec au Globe Theatre, il est retourné en Angleterre pendant quelques mois, à la fin de 1872, avant de revenir, au printemps suivant, à New York. Il a continué à se produire dans son répertoire habituel, Hamlet, Ruy Blas et No Thoroughfare. Il a ensuite conclu un bref partenariat avec William Stuart au New Park Théâtre, où il a joué dans Love’s Penance, adaptation personnelle du Médecin des enfants de Loeillard d’Avrigny. Sa santé déclinant, il était parfois trop malade pour jouer, et ses accès de colère lui ont aliéné les derniers amis qui lui restaient.
Après l’échec de cette dernière pièce, il s’est retiré dans une ferme qu’il avait achetée dans le petit village de Rockland, passant les trois dernières années de sa vie seul avec Lizzie Price, une actrice de Philadelphie épousée au début de 1874, sans avoir pris la peine de divorcer d’Éléonore Rabut, ce qui le plaçait en situation de bigamie, et ses chiens dans sa ferme, où il est mort pauvre et méprisé, presque sans amis, d’une cirrhose du foie.
« Homme de génie, selon les estimations même de ses critiques les plus sévères, acteur éminent de la scène française, anglaise et américaine », il a eu d’Éléonore Rabut un fils et une fille, qui a été également actrice. Il a été inhumé au cimetière Mount Vernon de Philadelphie. Son buste est exposé au Garrick Club, à Londres.